# Ябаган
Ябаган — река в России, протекает по Усть-Канскому району Республики Алтай. Устье реки находится в 511 км по правому берегу реки Чарыш. Длина реки составляет 36 км.

## Бассейн
- 2 км: Кырлык
  - Тулугушты
  - Нижняя Шиверта
  - Верхняя Шиверта
  - 25 км: Тулайта
- 7 км: Чакыр
- 14 км: Большая Шиверта
- 23 км: Аяткан

## Данные водного реестра
По данным государственного водного реестра России относится к Верхнеобскому бассейновому округу, водохозяйственный участок реки — Обь от слияния рек Бия и Катунь до города Барнаул, без реки Алей, речной подбассейн реки — бассейны притоков (Верхней) Оби до впадения Томи. Речной бассейн реки — (Верхняя) Обь до впадения Иртыша.